# J.League Pro Striker
J.League Pro Striker est un jeu vidéo de football sorti en 1993 sur Mega Drive. Le jeu a été édité par Sega. Il est sorti uniquement au Japon